# Ruination
Ruination è il secondo album registrato in studio dalla band statunitense Job for a Cowboy, pubblicato nel 2009 dalla Metal Blade Records.

## Tracce
1. Unfurling A Darkened Gospel – 3:42
2. Summon The Hounds – 3:50
3. Constitutional Masturbation – 3:35
4. Regurgitated Disinformation – 4:45
5. March To Global Enslavement – 6:04
6. Butchering The Enlightened – 3:29
7. Lords of Chaos – 3:35
8. Psychological Immorality – 3:07
9. To Detonate and Exterminate – 3:21
10. Ruination – 4:54

## Formazione
- Jonny Davy - voce
- Bobby Thompson - chitarra
- Al Glassman - chitarra
- Brent Riggs - basso
- Jon Rice - batteria